# 이학구

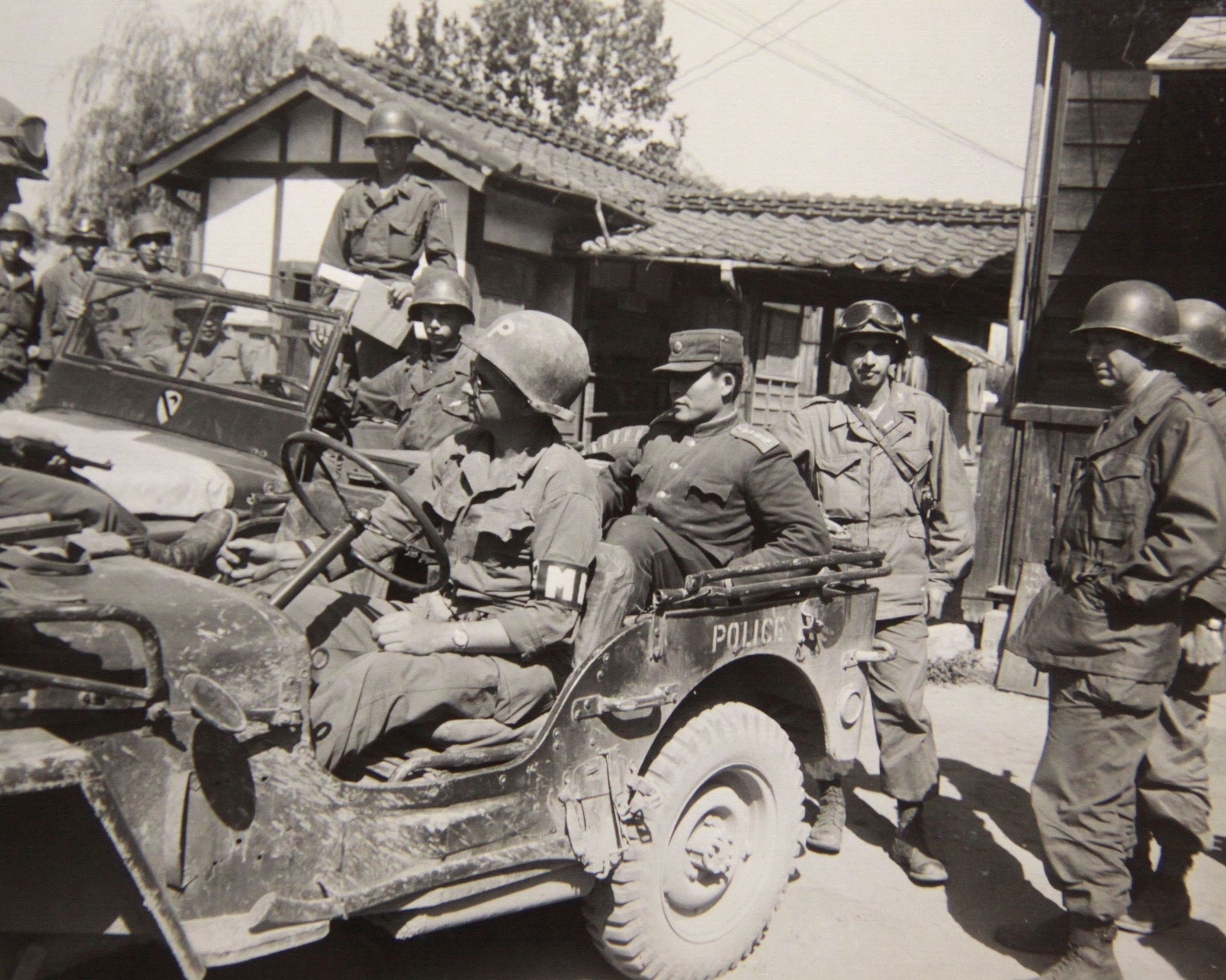
투항후 후송되는 이학구

이학구(李學九, ? ~ 1963년)는 조선민주주의인민공화국의 군인으로 한국전쟁 당시 조선 인민군 2군단 작전참모(대좌)로서 최초 공격을 지휘하였으나 춘천 전투 패배로 13사단으로 참모장으로 좌천되었다. 인천상륙작전 후 낙동강 전선에서 13사단장 최용진 소장의 팔을 권총으로 쏜 후 탈출하여 미국 제1기병사단에 투항하였고, 이후 거제도 포로수용소에 수용되었다.
그는 거제도 66수용소에 있으면서 '해방동맹'이라는 친공포로 조직을 지휘하였으며 포로수용소에서 폭동이 발생하자, 북한 포로들의 대리자로 협상에 참여하였다. 원래 이학구는 국군으로 귀순하여 국군 장교로서 군복무를 하고 싶었으나, 미군이 바라본 이학구 총좌는 개전 초기에 조선인민군에게 포로로 잡힌 윌리엄 F. 딘 소장과 전쟁 포로 교환의 도구로서만 쓸모가 있었기 때문에 이학구의 귀순이 받아들여지지 않은 데다가 당시 포로수용소에 있던 인민군 포로 중에 이학구의 계급이 가장 높았기 때문에 이학구는 친공포로의 수장이 된 것이다. 포로수용소에 수용된 전쟁 포로들은 그를 공산주의자라는 것만 빼고는 훌륭한 인격의 소유자였다고 평가하였다.
미군들이 그에게 특별대우를 해주었고, 미 24사단장인 윌리엄 F. 딘소장과 상호간 포로교환이 이루어졌다. 휴전 후 처벌을 감수하고 포로송환으로 북으로 돌아갔으나 1963년 자살하였다.